# Arctic Race da Noruega de 2022
A 9.ª edição da Arctic Race da Noruega foi uma corrida de ciclismo em estrada por etapas que se celebrou entre 11 e 14 de agosto de 2022 na Noruega, com início no povoado de Tromsø e final na cidade de Trondheim sobre um percurso de 680 quilómetros.
A corrida fez parte do UCI ProSeries de 2022, calendário ciclístico mundial de segunda divisão, dentro da categoria UCI 2.pro e foi vencida pelo noruego Andreas Leknessund do Team DSM. Completaram o pódio, como segundo e terceiro classificado respectivamente, o canadiano Hugo Houle do Israel-Premier Tech e o italiano Nicola Conci do Alpecin-Deceuninck.

## Equipas participantes
Tomaram parte na corrida 19 equipas: 6 de categoria UCI WorldTeam, 10 de categoria UCI ProTeam e 3 de categoria Continental. Formaram assim um pelotão de 111 ciclistas dos que acabaram 104. As equipas participantes foram:
| Equipes WorldTeam (6)- Astana Qazaqstan Team - Cofidis - Intermarché-Wanty-Gobert Matériaux - BikeExchange-Jayco - Team DSM - Israel-Premier Tech Equipes ProTeam (10)- Alpecin-Deceuninck - Arkéa-Samsic - B&B Hotels-KTM - Bingoal Pauwels Sauces WB - Burgos-BH - Euskaltel-Euskadi - Human Powered Health - Sport Vlaanderen-Baloise - Uno-X Pro Cycling Team - TotalEnergies Equipes Continentais (3)- Coop - China Glory Continental Cycling Team - Trinity Racing |
| |

## Percorrido
A Arctic Race da Noruega dispôs de quatro etapas para um percurso total de 680 quilómetros.
| Etapa | Data    | Percurso              | type            | Distância (km) | Vencedor           | Líder geral        |
| ----- | ------- | --------------------- | --------------- | -------------- | ------------------ | ------------------ |
| 1     | 11 ago. | Mo i Rana – Mo i Rana | etapa plana     | 185            | Axel Zingle        | Axel Zingle        |
| 2     | 12 ago. | Mosjøen – Brønnøysund | etapa plana     | 155            | Dylan Groenewegen  | Axel Zingle        |
| 3     | 13 ago. | Namsos – Levanger     | etapa escarpada | 180            | Victor Lafay       | Victor Lafay       |
| 4     | 14 ago. | Trondheim – Trondheim | etapa escarpada | 160            | Andreas Leknessund | Andreas Leknessund |

### 1.ª etapa
| Mo i Rana - Mo i Rana | etapa plana | (185 km) |

| \| Classificação por etapas \| Classificação por etapas \| Classificação por etapas \| Classificação por etapas \| Classificação por etapas \| \| Ciclista \| Ciclista \| Equipe \| Tempo \| \| \| ------------------------ \| ------------------------ \| ---------------------------------- \| ------------------------ \| ------------------------ \| \| 1. \| Axel Zingle \| Cofidis \| \| \| \| 2. \| Gleb Syrica \| Astana Qazaqstan Team \| + 1s \| \| \| 3. \| Mathieu Burgaudeau \| TotalEnergies \| + 1s \| \| \| 4. \| Amaury Capiot \| Arkéa-Samsic \| + 1s \| \| \| 5. \| Nick Schultz \| BikeExchange-Jayco \| + 1s \| \| \| 6. \| Maurice Ballerstedt \| Alpecin-Deceuninck \| + 1s \| \| \| 7. \| Håkon Aalrust \| Team Coop \| + 1s \| \| \| 8. \| Andreas Stokbro \| Team Coop \| + 1s \| \| \| 9. \| Antonio Angulo \| Euskaltel-Euskadi \| + 1s \| \| \| 10. \| Quinten Hermans \| Intermarché-Wanty-Gobert Matériaux \| + 1s \| \| |                     |                                    |       |
| |                     |                                    |       |
| Fonte: ProCyclingStats |                     |                                    |       |
| Classificação por etapas |                     |                                    |       |
| Ciclista | Ciclista            | Equipe                             | Tempo |
| 1. | Axel Zingle         | Cofidis                            |       |
| 2. | Gleb Syrica         | Astana Qazaqstan Team              | + 1s  |
| 3. | Mathieu Burgaudeau  | TotalEnergies                      | + 1s  |
| 4. | Amaury Capiot       | Arkéa-Samsic                       | + 1s  |
| 5. | Nick Schultz        | BikeExchange-Jayco                 | + 1s  |
| 6. | Maurice Ballerstedt | Alpecin-Deceuninck                 | + 1s  |
| 7. | Håkon Aalrust       | Team Coop                          | + 1s  |
| 8. | Andreas Stokbro     | Team Coop                          | + 1s  |
| 9. | Antonio Angulo      | Euskaltel-Euskadi                  | + 1s  |
| 10. | Quinten Hermans     | Intermarché-Wanty-Gobert Matériaux | + 1s  |

| \| Classificação geral \| Classificação geral \| Classificação geral \| Classificação geral \| Classificação geral \| \| Ciclista \| Ciclista \| Equipe \| Tempo \| \| \| ------------------- \| ------------------- \| ------------------------ \| ------------------- \| ------------------- \| \| 1. \| Axel Zingle \| Cofidis \| \| \| \| 2. \| Mathieu Burgaudeau \| TotalEnergies \| + 4s \| \| \| 3. \| Gleb Syrica \| Astana Qazaqstan Team \| + 5s \| \| \| 4. \| Kristian Aasvold \| Human Powered Health \| + 8s \| \| \| 5. \| Kenneth Van Rooy \| Sport Vlaanderen-Baloise \| + 8s \| \| \| 6. \| Sjoerd Bax \| Alpecin-Deceuninck \| + 9s \| \| \| 7. \| Amaury Capiot \| Arkéa-Samsic \| + 11s \| \| \| 8. \| Nick Schultz \| BikeExchange-Jayco \| + 11s \| \| \| 9. \| Maurice Ballerstedt \| Alpecin-Deceuninck \| + 11s \| \| \| 10. \| Håkon Aalrust \| Team Coop \| + 11s \| \| |                     |                          |       |
| |                     |                          |       |
| Fonte: ProCyclingStats |                     |                          |       |
| Classificação geral |                     |                          |       |
| Ciclista | Ciclista            | Equipe                   | Tempo |
| 1. | Axel Zingle         | Cofidis                  |       |
| 2. | Mathieu Burgaudeau  | TotalEnergies            | + 4s  |
| 3. | Gleb Syrica         | Astana Qazaqstan Team    | + 5s  |
| 4. | Kristian Aasvold    | Human Powered Health     | + 8s  |
| 5. | Kenneth Van Rooy    | Sport Vlaanderen-Baloise | + 8s  |
| 6. | Sjoerd Bax          | Alpecin-Deceuninck       | + 9s  |
| 7. | Amaury Capiot       | Arkéa-Samsic             | + 11s |
| 8. | Nick Schultz        | BikeExchange-Jayco       | + 11s |
| 9. | Maurice Ballerstedt | Alpecin-Deceuninck       | + 11s |
| 10. | Håkon Aalrust       | Team Coop                | + 11s |

### 2.ª etapa
| Mosjøen - Brønnøysund | etapa plana | (155 km) |

| \| Classificação por etapas \| Classificação por etapas \| Classificação por etapas \| Classificação por etapas \| Classificação por etapas \| \| Ciclista \| Ciclista \| Equipe \| Tempo \| \| \| ------------------------ \| ------------------------ \| ------------------------------------ \| ------------------------ \| ------------------------ \| \| 1. \| Dylan Groenewegen \| BikeExchange-Jayco \| 3h41m17s \| \| \| 2. \| Amaury Capiot \| Arkéa-Samsic \| + 0s \| \| \| 3. \| Edvald Boasson Hagen \| TotalEnergies \| + 0s \| \| \| 4. \| Blake Quick \| Trinity Racing \| + 0s \| \| \| 5. \| Matteo Malucelli \| China Glory Continental Cycling Team \| + 0s \| \| \| 6. \| Florian Dauphin \| B&B Hotels-KTM \| + 0s \| \| \| 7. \| Krists Neilands \| Israel-Premier Tech \| + 0s \| \| \| 8. \| Matthew Gibson \| Human Powered Health \| + 0s \| \| \| 9. \| Martin Bugge Urianstad \| Uno-X Pro Cycling Team \| + 0s \| \| \| 10. \| Gleb Syrica \| Astana Qazaqstan Team \| + 0s \| \| |                        |                                      |          |
| |                        |                                      |          |
| Fonte: ProCyclingStats |                        |                                      |          |
| Classificação por etapas |                        |                                      |          |
| Ciclista | Ciclista               | Equipe                               | Tempo    |
| 1. | Dylan Groenewegen      | BikeExchange-Jayco                   | 3h41m17s |
| 2. | Amaury Capiot          | Arkéa-Samsic                         | + 0s     |
| 3. | Edvald Boasson Hagen   | TotalEnergies                        | + 0s     |
| 4. | Blake Quick            | Trinity Racing                       | + 0s     |
| 5. | Matteo Malucelli       | China Glory Continental Cycling Team | + 0s     |
| 6. | Florian Dauphin        | B&B Hotels-KTM                       | + 0s     |
| 7. | Krists Neilands        | Israel-Premier Tech                  | + 0s     |
| 8. | Matthew Gibson         | Human Powered Health                 | + 0s     |
| 9. | Martin Bugge Urianstad | Uno-X Pro Cycling Team               | + 0s     |
| 10. | Gleb Syrica            | Astana Qazaqstan Team                | + 0s     |

| \| Classificação geral \| Classificação geral \| Classificação geral \| Classificação geral \| Classificação geral \| \| Ciclista \| Ciclista \| Equipe \| Tempo \| \| \| ------------------- \| -------------------- \| ---------------------------------- \| ------------------- \| ------------------- \| \| 1. \| Axel Zingle \| Cofidis \| 8h31m14s \| \| \| 2. \| Mathieu Burgaudeau \| TotalEnergies \| + 5s \| \| \| 3. \| Amaury Capiot \| Arkéa-Samsic \| + 7s \| \| \| 4. \| Gleb Syrica \| Astana Qazaqstan Team \| + 7s \| \| \| 5. \| Edvald Boasson Hagen \| TotalEnergies \| + 9s \| \| \| 6. \| Kenneth Van Rooy \| Sport Vlaanderen-Baloise \| + 10s \| \| \| 7. \| Kristian Aasvold \| Human Powered Health \| + 10s \| \| \| 8. \| Sven Erik Bystrøm \| Intermarché-Wanty-Gobert Matériaux \| + 10s \| \| \| 9. \| Liam Johnston \| Trinity Racing \| + 10s \| \| \| 10. \| Sjoerd Bax \| Alpecin-Deceuninck \| + 11s \| \| |                      |                                    |          |
| |                      |                                    |          |
| Fonte: ProCyclingStats |                      |                                    |          |
| Classificação geral |                      |                                    |          |
| Ciclista | Ciclista             | Equipe                             | Tempo    |
| 1. | Axel Zingle          | Cofidis                            | 8h31m14s |
| 2. | Mathieu Burgaudeau   | TotalEnergies                      | + 5s     |
| 3. | Amaury Capiot        | Arkéa-Samsic                       | + 7s     |
| 4. | Gleb Syrica          | Astana Qazaqstan Team              | + 7s     |
| 5. | Edvald Boasson Hagen | TotalEnergies                      | + 9s     |
| 6. | Kenneth Van Rooy     | Sport Vlaanderen-Baloise           | + 10s    |
| 7. | Kristian Aasvold     | Human Powered Health               | + 10s    |
| 8. | Sven Erik Bystrøm    | Intermarché-Wanty-Gobert Matériaux | + 10s    |
| 9. | Liam Johnston        | Trinity Racing                     | + 10s    |
| 10. | Sjoerd Bax           | Alpecin-Deceuninck                 | + 11s    |

### 3.ª etapa
| Namsos - Levanger | etapa escarpada | (180 km) |

| \| Classificação por etapas \| Classificação por etapas \| Classificação por etapas \| Classificação por etapas \| Classificação por etapas \| \| Ciclista \| Ciclista \| Equipe \| Tempo \| \| \| ------------------------ \| ------------------------ \| ---------------------------------- \| ------------------------ \| ------------------------ \| \| 1. \| Victor Lafay \| Cofidis \| 4h09m29s \| \| \| 2. \| Kévin Vauquelin \| Arkéa-Samsic \| + 3s \| \| \| 3. \| Hugo Houle \| Israel-Premier Tech \| + 3s \| \| \| 4. \| Sven Erik Bystrøm \| Intermarché-Wanty-Gobert Matériaux \| + 3s \| \| \| 5. \| Carl Fredrik Hagen \| Israel-Premier Tech \| + 3s \| \| \| 6. \| Quinten Hermans \| Intermarché-Wanty-Gobert Matériaux \| + 3s \| \| \| 7. \| Jason Osborne \| Alpecin-Deceuninck \| + 3s \| \| \| 8. \| Nick Schultz \| BikeExchange-Jayco \| + 3s \| \| \| 9. \| Igor Chzhan \| Astana Qazaqstan Team \| + 3s \| \| \| 10. \| Nicola Conci \| Alpecin-Deceuninck \| + 3s \| \| |                    |                                    |          |
| |                    |                                    |          |
| Fonte: ProCyclingStats |                    |                                    |          |
| Classificação por etapas |                    |                                    |          |
| Ciclista | Ciclista           | Equipe                             | Tempo    |
| 1. | Victor Lafay       | Cofidis                            | 4h09m29s |
| 2. | Kévin Vauquelin    | Arkéa-Samsic                       | + 3s     |
| 3. | Hugo Houle         | Israel-Premier Tech                | + 3s     |
| 4. | Sven Erik Bystrøm  | Intermarché-Wanty-Gobert Matériaux | + 3s     |
| 5. | Carl Fredrik Hagen | Israel-Premier Tech                | + 3s     |
| 6. | Quinten Hermans    | Intermarché-Wanty-Gobert Matériaux | + 3s     |
| 7. | Jason Osborne      | Alpecin-Deceuninck                 | + 3s     |
| 8. | Nick Schultz       | BikeExchange-Jayco                 | + 3s     |
| 9. | Igor Chzhan        | Astana Qazaqstan Team              | + 3s     |
| 10. | Nicola Conci       | Alpecin-Deceuninck                 | + 3s     |

| \| Classificação geral \| Classificação geral \| Classificação geral \| Classificação geral \| Classificação geral \| \| Ciclista \| Ciclista \| Equipe \| Tempo \| \| \| ------------------- \| ------------------- \| ---------------------------------- \| ------------------- \| ------------------- \| \| 1. \| Victor Lafay \| Cofidis \| 12h40m56s \| \| \| 2. \| Kévin Vauquelin \| Arkéa-Samsic \| + 7s \| \| \| 3. \| Hugo Houle \| Israel-Premier Tech \| + 9s \| \| \| 4. \| Sven Erik Bystrøm \| Intermarché-Wanty-Gobert Matériaux \| + 10s \| \| \| 5. \| Nick Schultz \| BikeExchange-Jayco \| + 13s \| \| \| 6. \| Quinten Hermans \| Intermarché-Wanty-Gobert Matériaux \| + 13s \| \| \| 7. \| Carl Fredrik Hagen \| Israel-Premier Tech \| + 13s \| \| \| 8. \| Jason Osborne \| Alpecin-Deceuninck \| + 13s \| \| \| 9. \| Nicola Conci \| Alpecin-Deceuninck \| + 19s \| \| \| 10. \| Sjoerd Bax \| Alpecin-Deceuninck \| + 20s \| \| |                    |                                    |           |
| |                    |                                    |           |
| Fonte: ProCyclingStats |                    |                                    |           |
| Classificação geral |                    |                                    |           |
| Ciclista | Ciclista           | Equipe                             | Tempo     |
| 1. | Victor Lafay       | Cofidis                            | 12h40m56s |
| 2. | Kévin Vauquelin    | Arkéa-Samsic                       | + 7s      |
| 3. | Hugo Houle         | Israel-Premier Tech                | + 9s      |
| 4. | Sven Erik Bystrøm  | Intermarché-Wanty-Gobert Matériaux | + 10s     |
| 5. | Nick Schultz       | BikeExchange-Jayco                 | + 13s     |
| 6. | Quinten Hermans    | Intermarché-Wanty-Gobert Matériaux | + 13s     |
| 7. | Carl Fredrik Hagen | Israel-Premier Tech                | + 13s     |
| 8. | Jason Osborne      | Alpecin-Deceuninck                 | + 13s     |
| 9. | Nicola Conci       | Alpecin-Deceuninck                 | + 19s     |
| 10. | Sjoerd Bax         | Alpecin-Deceuninck                 | + 20s     |

### 4.ª etapa
| Trondheim - Trondheim | etapa escarpada | (160 km) |

| \| Classificação por etapas \| Classificação por etapas \| Classificação por etapas \| Classificação por etapas \| Classificação por etapas \| \| Ciclista \| Ciclista \| Equipe \| Tempo \| \| \| ------------------------ \| ------------------------ \| ---------------------------------- \| ------------------------ \| ------------------------ \| \| 1. \| Andreas Leknessund \| Team DSM \| 3h30m26s \| \| \| 2. \| Nicola Conci \| Alpecin-Deceuninck \| + 16s \| \| \| 3. \| Axel Zingle \| Cofidis \| + 18s \| \| \| 4. \| Max Poole \| Team DSM \| + 18s \| \| \| 5. \| Hugo Houle \| Israel-Premier Tech \| + 20s \| \| \| 6. \| Quinten Hermans \| Intermarché-Wanty-Gobert Matériaux \| + 35s \| \| \| 7. \| Mathieu Burgaudeau \| TotalEnergies \| + 35s \| \| \| 8. \| Kristian Sbaragli \| Alpecin-Deceuninck \| + 35s \| \| \| 9. \| Sjoerd Bax \| Alpecin-Deceuninck \| + 35s \| \| \| 10. \| Victor Koretzky \| B&B Hotels-KTM \| + 35s \| \| |                    |                                    |          |
| |                    |                                    |          |
| Fonte: ProCyclingStats |                    |                                    |          |
| Classificação por etapas |                    |                                    |          |
| Ciclista | Ciclista           | Equipe                             | Tempo    |
| 1. | Andreas Leknessund | Team DSM                           | 3h30m26s |
| 2. | Nicola Conci       | Alpecin-Deceuninck                 | + 16s    |
| 3. | Axel Zingle        | Cofidis                            | + 18s    |
| 4. | Max Poole          | Team DSM                           | + 18s    |
| 5. | Hugo Houle         | Israel-Premier Tech                | + 20s    |
| 6. | Quinten Hermans    | Intermarché-Wanty-Gobert Matériaux | + 35s    |
| 7. | Mathieu Burgaudeau | TotalEnergies                      | + 35s    |
| 8. | Kristian Sbaragli  | Alpecin-Deceuninck                 | + 35s    |
| 9. | Sjoerd Bax         | Alpecin-Deceuninck                 | + 35s    |
| 10. | Victor Koretzky    | B&B Hotels-KTM                     | + 35s    |

## Classificações finais
- As classificações finalizaram da seguinte forma:[4]

### Classificação geral
| \| Classificação geral \| Classificação geral \| Classificação geral \| Classificação geral \| Classificação geral \| \| Ciclista \| Ciclista \| Equipe \| Tempo \| \| \| ------------------- \| ------------------- \| ---------------------------------- \| ------------------- \| ------------------- \| \| 1. \| Andreas Leknessund \| Team DSM \| 16h11m32s \| \| \| 2. \| Hugo Houle \| Israel-Premier Tech \| + 8s \| \| \| 3. \| Nicola Conci \| Alpecin-Deceuninck \| + 9s \| \| \| 4. \| Axel Zingle \| Cofidis \| + 14s \| \| \| 5. \| Victor Lafay \| Cofidis \| + 15s \| \| \| 6. \| Kévin Vauquelin \| Arkéa-Samsic \| + 22s \| \| \| 7. \| Max Poole \| Team DSM \| + 23s \| \| \| 8. \| Quinten Hermans \| Intermarché-Wanty-Gobert Matériaux \| + 26s \| \| \| 9. \| Carl Fredrik Hagen \| Israel-Premier Tech \| + 28s \| \| \| 10. \| Sjoerd Bax \| Alpecin-Deceuninck \| + 35s \| \| |                    |                                    |           |
| |                    |                                    |           |
| Fontes: ProCyclingStats Cycling Quotient Cycling Archives |                    |                                    |           |
| Classificação geral |                    |                                    |           |
| Ciclista | Ciclista           | Equipe                             | Tempo     |
| 1. | Andreas Leknessund | Team DSM                           | 16h11m32s |
| 2. | Hugo Houle         | Israel-Premier Tech                | + 8s      |
| 3. | Nicola Conci       | Alpecin-Deceuninck                 | + 9s      |
| 4. | Axel Zingle        | Cofidis                            | + 14s     |
| 5. | Victor Lafay       | Cofidis                            | + 15s     |
| 6. | Kévin Vauquelin    | Arkéa-Samsic                       | + 22s     |
| 7. | Max Poole          | Team DSM                           | + 23s     |
| 8. | Quinten Hermans    | Intermarché-Wanty-Gobert Matériaux | + 26s     |
| 9. | Carl Fredrik Hagen | Israel-Premier Tech                | + 28s     |
| 10. | Sjoerd Bax         | Alpecin-Deceuninck                 | + 35s     |

### Classificação da montanha
| Classificação da montanha | Classificação da montanha | Classificação da montanha | Classificação da montanha | Classificação da montanha |
| Ciclista                  | Ciclista                  | Equipe                    | Pontos                    |                           |
| ------------------------- | ------------------------- | ------------------------- | ------------------------- | ------------------------- |
| 1.                        | Stephen Bassett           | Human Powered Health      | 19 pts                    |                           |
| 2.                        | Aaron Van Poucke          | Sport Vlaanderen-Baloise  | 17 pts                    |                           |
| 3.                        | Andreas Leknessund        | Team DSM                  | 16 pts                    |                           |
| 4.                        | Håkon Aalrust             | Team Coop                 | 6 pts                     |                           |
| 5.                        | Alessandro Verre          | Arkéa-Samsic              | 6 pts                     |                           |
| 6.                        | Victor Lafay              | Cofidis                   | 5 pts                     |                           |
| 7.                        | Tom Wirtgen               | Bingoal Pauwels Sauces WB | 5 pts                     |                           |
| 8.                        | Fabien Grellier           | TotalEnergies             | 5 pts                     |                           |
| 9.                        | Nicola Conci              | Alpecin-Deceuninck        | 4 pts                     |                           |
| 10.                       | Maurice Ballerstedt       | Alpecin-Deceuninck        | 4 pts                     |                           |

### Classificação por pontos
| Classificação por pontos | Classificação por pontos | Classificação por pontos           | Classificação por pontos | Classificação por pontos |
| Ciclista                 | Ciclista                 | Equipe                             | Pontos                   |                          |
| ------------------------ | ------------------------ | ---------------------------------- | ------------------------ | ------------------------ |
| 1.                       | Axel Zingle              | Cofidis                            | 29 pts                   |                          |
| 2.                       | Andreas Leknessund       | Team DSM                           | 21 pts                   |                          |
| 3.                       | Amaury Capiot            | Arkéa-Samsic                       | 20 pts                   |                          |
| 4.                       | Mathieu Burgaudeau       | TotalEnergies                      | 17 pts                   |                          |
| 5.                       | Hugo Houle               | Israel-Premier Tech                | 16 pts                   |                          |
| 6.                       | Victor Lafay             | Cofidis                            | 15 pts                   |                          |
| 7.                       | Dylan Groenewegen        | BikeExchange-Jayco                 | 15 pts                   |                          |
| 8.                       | Maurice Ballerstedt      | Alpecin-Deceuninck                 | 13 pts                   |                          |
| 9.                       | Nicola Conci             | Alpecin-Deceuninck                 | 13 pts                   |                          |
| 10.                      | Quinten Hermans          | Intermarché-Wanty-Gobert Matériaux | 13 pts                   |                          |

### Classificação dos jovens
| Classificação dos jovens | Classificação dos jovens | Classificação dos jovens | Classificação dos jovens | Classificação dos jovens |
| Ciclista                 | Ciclista                 | Equipe                   | Tempo                    |                          |
| ------------------------ | ------------------------ | ------------------------ | ------------------------ | ------------------------ |
| 1.                       | Andreas Leknessund       | Team DSM                 | 16h11m32s                |                          |
| 2.                       | Nicola Conci             | Alpecin-Deceuninck       | + 9s                     |                          |
| 3.                       | Axel Zingle              | Cofidis                  | + 14s                    |                          |
| 4.                       | Kévin Vauquelin          | Arkéa-Samsic             | + 22s                    |                          |
| 5.                       | Max Poole                | Development Team DSM     | + 23s                    |                          |
| 6.                       | Mathieu Burgaudeau       | TotalEnergies            | + 43s                    |                          |
| 7.                       | Andreas Stokbro          | Team Coop                | + 53s                    |                          |
| 8.                       | Axel Laurance            | B&B Hotels-KTM           | + 58s                    |                          |
| 9.                       | Kevin Colleoni           | BikeExchange-Jayco       | + 1m02s                  |                          |
| 10.                      | Mark Donovan             | Team DSM                 | + 1m02s                  |                          |

### Classificação por equipas
| Classificação por equipes | Classificação por equipes | Classificação por equipes | Classificação por equipes |
| Equipe                    | Equipe                    | Tempo                     |                           |
| ------------------------- | ------------------------- | ------------------------- | ------------------------- |
| 1.                        | Alpecin-Deceuninck        | 48h35m56s                 |                           |
| 2.                        | Israel-Premier Tech       | + 7s                      |                           |
| 3.                        | Team DSM                  | + 21s                     |                           |
| 4.                        | TotalEnergies             | + 2m45s                   |                           |
| 5.                        | B&B Hotels-KTM            | + 5m41s                   |                           |

## Evolução das classificações
| Etapa |                 | Vencedor _         | Classificação geral | Prêmio por pontos | Prêmio de montanha | Juventude          | Equipes _           |
| ----- | --------------- | ------------------ | ------------------- | ----------------- | ------------------ | ------------------ | ------------------- |
| 1     | etapa plana     | Axel Zingle        | Axel Zingle         | Axel Zingle       | Stephen Bassett    | Axel Zingle        | Cofidis             |
| 2     | etapa plana     | Dylan Groenewegen  | Axel Zingle         | Amaury Capiot     | Stephen Bassett    | Axel Zingle        | Cofidis             |
| 3     | etapa escarpada | Victor Lafay       | Victor Lafay        | Amaury Capiot     | Stephen Bassett    | Kévin Vauquelin    | Israel-Premier Tech |
| 4     | etapa escarpada | Andreas Leknessund | Andreas Leknessund  | Axel Zingle       | Stephen Bassett    | Andreas Leknessund | Alpecin-Deceuninck  |
| Final | Final           |                    | Andreas Leknessund  | Axel Zingle       | Stephen Bassett    | Andreas Leknessund | Alpecin-Deceuninck  |

## UCI World Ranking
A Arctic Race da Noruega outorgou pontos para o UCI World Ranking para corredores das equipas nas categorias UCI WorldTeam, UCI ProTeam e Continental. As seguintes tabelas são o barómetro de pontuação e os dez corredores que obtiveram mais pontos:
| Posição             | 1.º | 2.º | 3.º | 4.º | 5.º | 6.º | 7.º | 8.º | 9.º | 10.º | 11.º | 12.º | 13.º | 14.º | 15.º | 16.º-30.º | 31.º-40.º |
| Classificação geral | 200 | 150 | 125 | 100 | 85  | 70  | 60  | 50  | 40  | 35   | 30   | 25   | 20   | 15   | 10   | 5         | 3         |
| Por etapa           | 20  | 10  | 5   |     |     |     |     |     |     |      |      |      |      |      |      |           |           |
| Líder               | 5   |     |     |     |     |     |     |     |     |      |      |      |      |      |      |           |           |

| Classificação |                    |                                    |       |       |       |       |
| Posição       | Ciclista           | Equipa                             | Geral | Etapa | Líder | Total |
| ------------- | ------------------ | ---------------------------------- | ----- | ----- | ----- | ----- |
| 1.º           | Andreas Leknessund | DSM                                | 200   | 20    |       | 220   |
| 2.º           | Hugo Houle         | Israel-Premier Tech                | 150   | 5     | -     | 155   |
| 3.º           | Nicola Conci       | Alpecin-Deceuninck                 | 125   | 10    | -     | 135   |
| 4.º           | Axel Zingle        | Cofidis                            | 100   | 25    | 10    | 135   |
| 5.º           | Victor Lafay       | Cofidis                            | 85    | 20    | 5     | 110   |
| 6.º           | Kévin Vauquelin    | Arkéa Samsic                       | 70    | 10    | -     | 80    |
| 7.º           | Max Poole          | DSM                                | 60    | -     | -     | 60    |
| 8.º           | Quinten Hermans    | Intermarché-Wanty-Gobert Matériaux | 50    | -     | -     | 50    |
| 9.º           | Carl Fredrik Hagen | Israel-Premier Tech                | 40    | -     | -     | 40    |
| 10.º          | Sjoerd Bax         | Alpecin-Deceuninck                 | 35    | -     | -     | 35    |